# Ernie Dilley
Ernest Edward Dilley (5 tháng 6 năm 1896 – 4 tháng 1 năm 1968) là một tiền đạo trung tâm bóng đá người Anh từng thi đấu ở Football League cho Reading.